# Prosopocera camerunica
Prosopocera camerunica är en skalbaggsart som beskrevs av Stefan von Breuning och De Jong 1941. Prosopocera camerunica ingår i släktet Prosopocera och familjen långhorningar. Inga underarter finns listade i Catalogue of Life.